# لويس أوليفر
لويس أوليفر (بالإنجليزية: Louis Oliver)‏ هو شاعر أمريكي، ولد في 9 أبريل 1904، وتوفي في 10 مايو 1991.